# Gare de Grimsby
La  gare de Grimsby à Grimsby, en Ontario, est desservie par Via Rail Canada et Amtrak. La gare consiste en un abri chauffé avec quai. Le train Maple Leaf entre New York et Toronto a repris le service le 27 juin 2022, après deux ans de fermeture de la frontière canado-américaine en réponse à la pandémie.

## Situation ferroviaire
La gare de Grimsby est située au point milliaire 27,4 milles (44,1 km) de la subdivision Grimsby du Canadien National, entre les gares de West Harbour et de St. Catharines. La subdivision Grimsby prend fin à l'ancienne gare d'Hamilton, juste avant la gare de West Harbour, et devient la subdivision Oakville en direction de Toronto.

## Histoire
La première gare de Grimsby a été construite par le chemin de fer Great Western vers 1853 et a été utilisée jusqu'à la fin du XIXe siècle, où elle a été remplacée par une nouvelle gare. L'ancienne gare a été déplacée plus loin des voies et a été transformée en terminal de fret. Elle a été remise en service en 1900 après l'incendie de la seconde gare. En 1902, elle a de nouveau été mise hors service et utilisée comme usine de transformation alimentaire. En 1997, elle est devenue le siège de l'atelier-boutique céramique Forks Road Pottery.
La troisième et la dernière gare, construite en 1902, a été convertie en un groupe de petites boutiques après la suspension du service. Elle a été détruite par un incendie d'origine électrique en 1994. L'abri actuel a été construit par Via Rail dans les années 1990.

## Service des voyageurs

### Accueil
La gare est minimale avec un seul abri. La gare ouvre 60 minutes avant l'arrivée et le départ des trains et demeure ouverte 30 minutes jusqu'après. Il n'y a pas de guichet à la gare, et les billets peuvent être achetés sur le site web d'Amtrak, sur l'application Amtrak, ou par téléphone.

### Desserte
Le train Maple Leaf est un service ferroviaire exploité conjointement par Amtrak et Via Rail, entre Toronto et New York. Les trains sont composés de matériels roulants d'Amtrak, mais sont exploités par l'équipe de Via Rail entre Toronto et Niagara Falls. La gare était auparavant desservie par des trains Via entre Toronto et Niagara Falls, mais ils ont été supprimés en 2012. Le service de train est exploité une fois par jour par direction.

### Intermodalité
Le stationnement est gratuit pour les usagers du train. Bien qu'il n'y ait pas de service de bus local à Grimsby, le NRT on Demand est un service de covoiturage en partenariat entre les municipalités locales, la Municipalité régionale de Niagara et Via Mobility. Les usagers peuvent réserver un trajet à l'aide de l'application mobile, ou d'un numéro de téléphone pour planifier un trajet, en aussi peu que 15 minutes avant le départ, entre 7h et 22h, du lundi au samedi. Non seulement ce service de transport public assure le transport municipal, mais il fait également partie du système de transport inter-municipal vers les autres municipalités de la région.
Megabus exploite un service de bus entre Toronto et Niagara Falls, avec un arrêt à Grimsby, à l'angle de Main et Christie, à 450 mètres de la gare.